# Пресненский район
Пре́сненский район — район в Москве, расположенный в Центральном административном округе. Району соответствует внутригородское муниципальное образование муниципальный округ Пресненский.

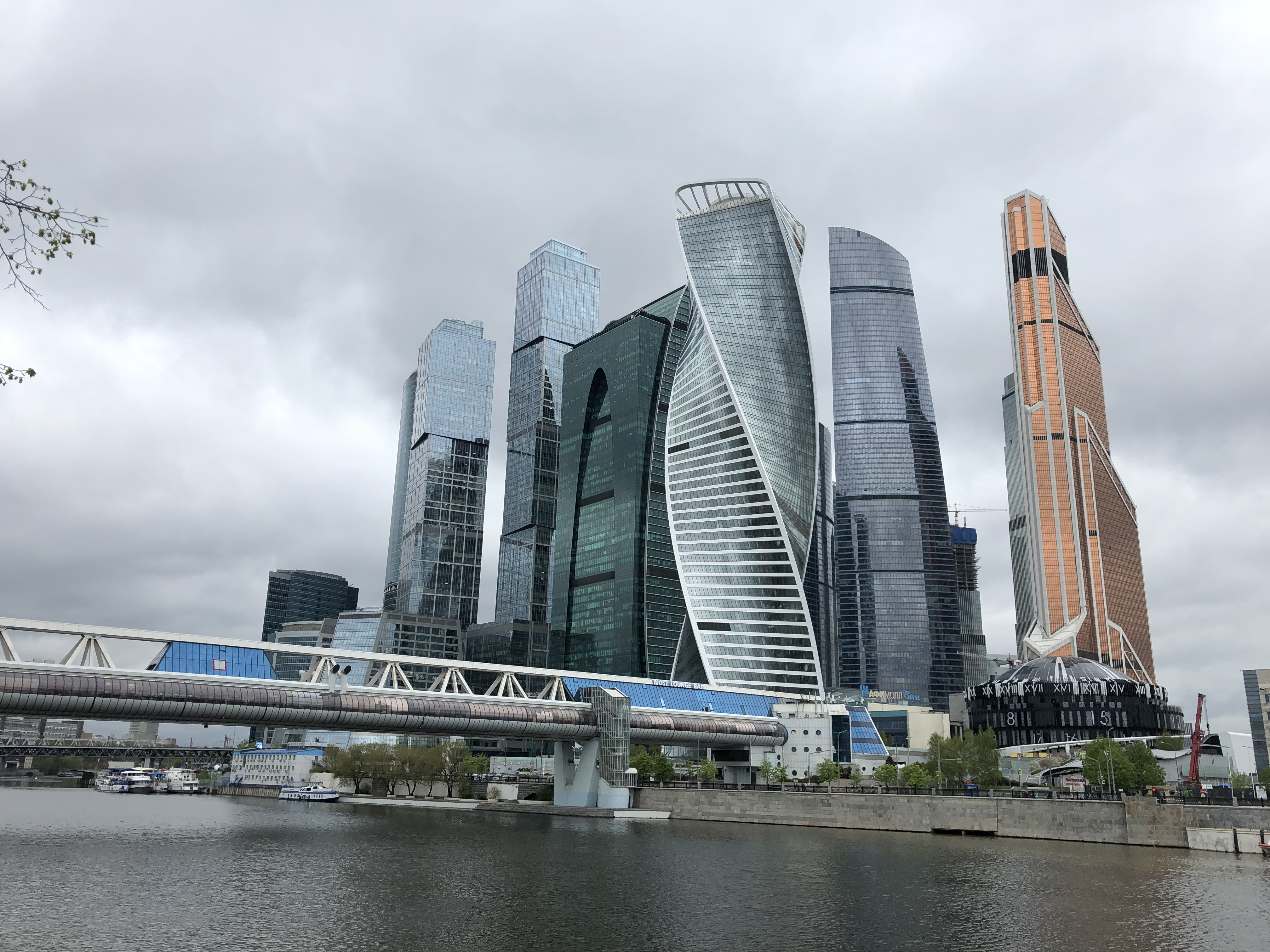
Москва-Сити

На территории района имеется значительное количество заводов и фабрик (постепенно осуществляется их вывод с территории), Дом Правительства РФ, крупные деловые комплексы (Москва-Сити, Центр международной торговли).
Ранее Краснопресненский район был одним из наиболее индустриально развитых районов Москвы. Ввиду строительства бизнес-центра «Москва-Сити» и программы вывода предприятий из центра города округ теряет свой промышленный потенциал.
Создан в 1991 году из Краснопресненского района.

## История
Название района происходит от реки Пресни.
В XVII веке на территории района находились Садовая дворцовая (с 1681 года — Патриаршая) и Псаренные слободы, царский зверинец (на месте современного Московского зоопарка), сёла Воскресенское и Кудрино. В начале XVIII века появилась Грузинская слобода, отданная грузинским царским особам, бежавшим в Россию в ходе войн и распрей.
В 1742 году через Пресню прошел Камер-Коллежский вал, ставший административной границей Москвы. После эпидемии чумы 1771 года за ним устроили Ваганьковское кладбище, рядом с ним затем появилось Армянское кладбище.
Князь Матвей Алексеевич в 1790 г. обустроил на Пресне сад «в голландском стиле» с искусственными прудами, получившими известность как Гагаринские пруды. Теперь это парк «Красная Пресня».
По соседству с Пресней, за Камер-Коллежским валом располагалась местность, известная как «Три горы». В 1798 году там появилась Прохоровская мануфактура, а в XIX веке по соседству были построены мебельная фабрика Шмидта, Даниловский сахаро-рафинадный завод, Александровские железнодорожные мастерские, лакокрасочная фабрика Мамонтова, котельный завод Смита, Даниловский завод, химический красочный завод Оссовецкого. Так Пресня стала промышленным районом Москвы.
В 1840-х годах на Пресне и Трех горах стали проводить народные гуляния, особенно на Иванов день (24 июня). В 1880 году эти гулянья перенесли на Девичье поле.
В декабре 1905 года фабрики товарищества Прохоровской Трёхгорной мануфактуры и мебельная фабрика Н. П. Шмита стали центром вооруженного восстания в Москве. В память об этих событиях в 1918 году улицу Большая Пресня переименовали в улицу Красная Пресня, а в 1920 году образованный в 1917 году район, который сначала назывался Пресненским, назвали Краснопреснеснским. В 1991 году он стал называться Пресненское, но затем ему присвоили нынешнее название.

## Население
| 2002     | 2010     | 2012     | 2013     | 2014     | 2015     | 2016     |
| -------- | -------- | -------- | -------- | -------- | -------- | -------- |
| 116 979  | ↗123 284 | ↗124 015 | ↗124 947 | ↗125 764 | ↗125 899 | ↗126 107 |
| 2017     | 2018     | 2019     | 2020     | 2021     | 2023     | 2024     |
| ↗126 178 | ↗127 462 | ↗128 062 | ↗128 314 | ↘125 873 | ↗126 433 | ↗127 506 |

### Национальный состав
По итогам переписи населения 2020 года проживали следующие национальности (национальности менее 0,1 % и другое, см. в сноске к строке «Другие»):
| Национальность | Численность, чел. | Доля     |
| -------------- | ----------------- | -------- |
| Русские        | 77 314            | 61,42 %  |
| Татары         | 924               | 0,73 %   |
| Армяне         | 702               | 0,56 %   |
| Евреи          | 427               | 0,34 %   |
| Грузины        | 306               | 0,24 %   |
| Украинцы       | 256               | 0,20 %   |
| Азербайджанцы  | 184               | 0,15 %   |
| Белорусы       | 126               | 0,10 %   |
| Другие         | 45 634            | 36,26 %  |
| Итого          | 125 873           | 100,00 % |

## Власть
Главой Администрации муниципального округа Пресненский с 2023 года является Корхова Виктория Викторовна.
Главой муниципального округа и Председателем Совета депутатов муниципального округа Пресненский с декабря 2017 года является Дмитрий Павлович Юмалин.
6 марта 2023 года распоряжением Мэра Москвы С. Собянина от 6 марта 2023 года № 108-РМ на должность главы управы Пресненского района города Москвы назначен Светик Кирилл Владимирович.

## Градозащитные скандалы
- В 2007 году на территории Хлебозавода им. В. П. Зотова произошёл пожар, повлёкший полную остановку производства. Сразу после пожара появился проект реставрации производственного корпуса, являющегося памятником архитектуры, а также создания вокруг него многофункционального административно-делового комплекса. Предложенный проект вызвал недовольство со стороны градозащитников, реализация проекта была приостановлена. С конца 2013 года возобновлена работа над проектом — получено разрешение на строительство, проведено согласование.
- В 2011 и 2012 году произошёл скандал против сноса доходного дома XIX века в Большом Козихинском переулке, в котором в 1841 г. жил композитор А. Е. Варламов. В июле-августе 2011 года снос сопровождался избиениями жителей домов № 23 и 27, а также защитников архитектурного облика Москвы. В феврале 2012 среди других градозащитников пострадала от действий полиции народная артистка России Татьяна Догилева: 13 февраля её ударили кулаком в живот, а на следующий день — кулаком по лицу[23].
- В марте 2013 года начался снос особняка архитектора С. В. Соколова в Электрическом переулке. Против сноса выступило интернет-издание «Фронде ТВ» и общественная коалиция «В защиту старой Москвы». Активисты перекрыли проезд технике на стройплощадку и препятствовали работе отбойникам. Снос был приостановлен полицией[24][25]. 15 марта 2013 градозащитники обратились в прокуратуру[26]. В июне 2014 года старинный особняк был снесён[27].
- в сентябре 2024 года появилась информация о планируемом сносе здания Дома пионеров по переулку Глубокий, дом 7. Здание построено и подарено пионерам Москвы и Краснопресненского района в 1955 году и находится в прескрасном состоянии, в нем работает Центр творчества и развития детей «Пресня». На месте здания хотят построить жилой дом. Детей выселяют в жилой дом.

## Наиболее крупные предприятия
- Трёхгорная мануфактура — старейшее текстильное предприятие России. Основана в 1799. В настоящее время переводится на территорию Гаврилово-Ямского льнокомбината. Расположено в квартале между Рочдельской улицей и Краснопресненской набережной.
- ТЭЦ-7 — небольшая электростанция, в настоящее время — филиал ТЭЦ-12. Примыкает к территории Трёхгорной мануфактуры.
- Пресненский машиностроительный завод — оборонное предприятие, выпускающее также оборудование для текстильной промышленности.
- Краснопресненская обсерватория МГУ

### Транспортные предприятия
- Электродепо метрополитена «Красная Пресня».
- Депо имени Ильича Московской железной дороги.

## Достопримечательности

### Музеи
- Государственный биологический музей им. К. А. Тимирязева
- Музей Востока
- Музей «Пресня»
- Центр изучения конструктивизма «Зотов» (в здании бывшего Хлебозавода имени Зотова)

### Театры и концертные залы
- МХАТ им. М. Горького
- Московский академический театр им. Вл. Маяковского
- Московский Драматический Театр им. А. С. Пушкина
- Московский академический театр Сатиры
- Московский драматический театр на Малой Бронной
- Театр «У Никитских ворот» п/р Марка Розовского
- Московская государственная консерватория имени П. И. Чайковского

Согласно данным Госкомстата в Пресненском находится 26 театров.

### Храмы

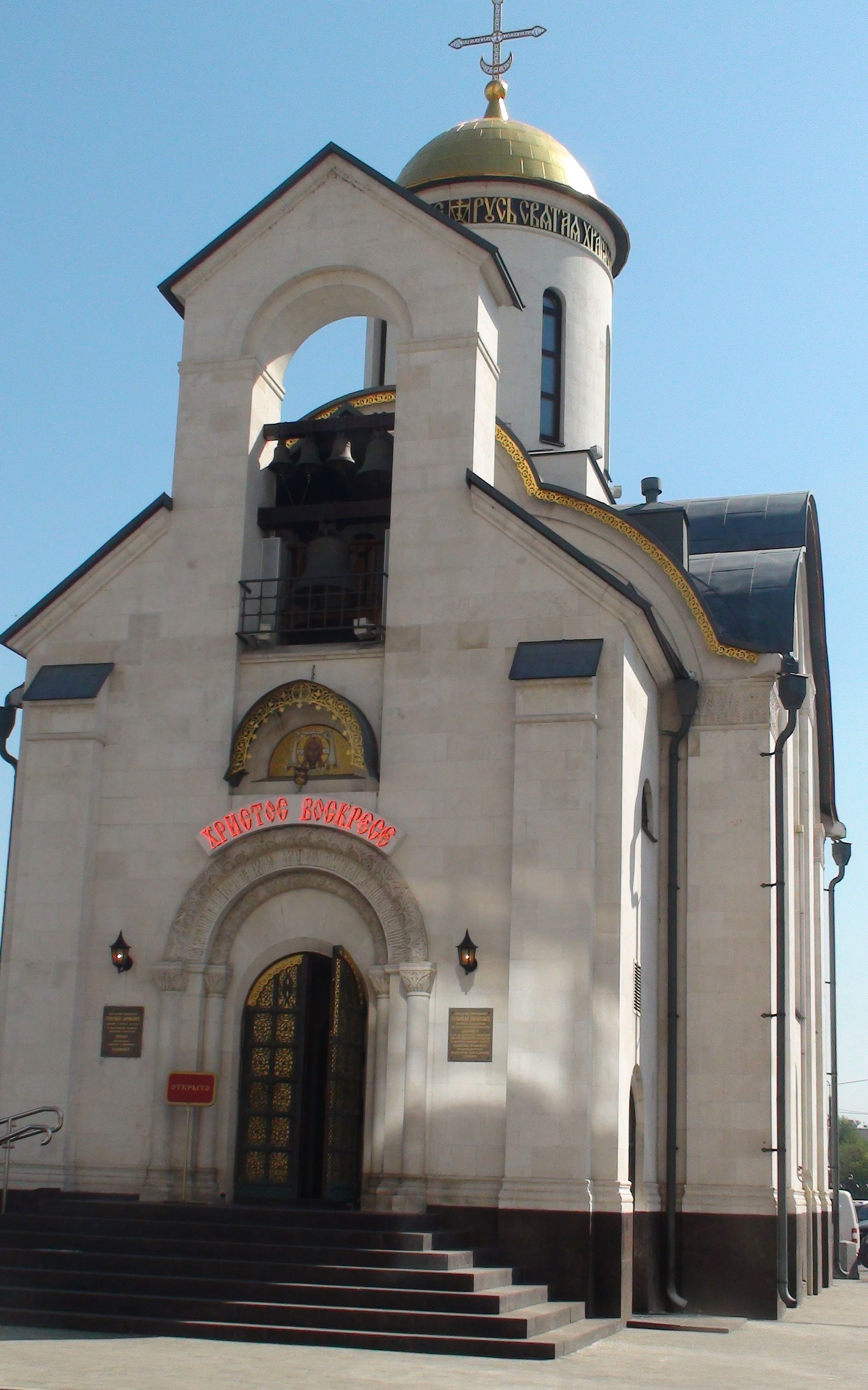
Храм преподобного Серафима Саровского на Краснопресненской набережной (Москва-Сити)

- Храм Вознесения Господня в Сторожах, у Никитских ворот («Большое Вознесение»)
- Храм великомученика Георгия Победоносца в Грузинах
- Храм Вознесения Господня на Никитской (Малое Вознесение)
- Храм Воскресения Словущего на Ваганьковском кладбище
- Храм Воскресения Словущего на Успенском Вражке
- Храм Мученицы Татианы при МГУ
- Храм преподобного Серафима Саровского на Краснопресненской набережной (Москва-Сити)
- Храм Рождества Иоанна Предтечи на Пресне
- Храм святителя Николая на Трёх Горах
- Храм святого апостола Андрея Первозванного на Ваганьковском кладбище
- Храм святого апостола Иоанна Богослова на Бронной
- Храм Смоленской иконы Божией Матери у Никитских ворот
- Храм Успения Пресвятой Богородицы на Успенском Вражке
- Храм Чуда Михаила Архангела в Хонех при подворье Михайловского женского монастыря Уфимской епархии
- Церковь Девяти мучеников Кизических на Пресне
- Церковь Николая Чудотворца при ГК «Вашъ Финансовый Попечитель»
- Часовня святого благоверного князя Александра Невского

Римско-Католические
- Католический храм Непорочного Зачатия Пресвятой Девы Марии

Армянские
- Армянский храм Святого Воскресения
- Армянская церковь Успения Богородицы на Пресне

### Архитектурные сооружения
- Дом Наркомфина
- Дом Правительства РФ
- Дом Колычевых
- Дом Верещагина (Средний Трёхгорный переулок, д. 6/20)

Интерес с архитектурной точки зрения представляет также квартал жилых домов в стиле конструктивизм постройки конца 20-начала 30-х годов, расположенный в окрестностях Шмитовского проезда (бывший рабочий посёлок Пресня). В настоящее время большинство домов находятся в неудовлетворительном состоянии, при Лужкове их планировалось снести, новое руководство города приняло решение отказать в сносе. Дома включены в программу капитального ремонта на 2016—2020 гг.

## Парки и зоны отдыха
Согласно данным Управы района, площадь зелёных зон в Пресненском составляет более 34 тыс. квадратных метров. Это, прежде всего, парк «Красная Пресня» (площадь — 16.5 га) и присоединённая к нему территория Красногвардейских прудов (площадь — 8 га), а также такие исторически сформировавшиеся зоны отдыха, такие как сквер у Патриарших прудов, Тверской бульвар, сад «Аквариум».

### Парк «Красная Пресня»
Парк основан в 1932 году на месте усадьбы «Студенец», является памятником садово-паркового искусства XVIII—XIX веков федерального значения. С 2012 по 2013 годы в парке проходила реконструкция. Инфраструктура парка включает детские и спортивные площадки (стритбол, футбольное поле, настольный теннис, диск-гольф, скейт-плаза), летний кинотеатр и каток (в зимнее время).
Историческим продолжением парка является зона отдыха «Красногвардейские пруды», которая в 2016—2017 годах была благоустроена по проекту бюро Wowhaus. В результате работ территория была разделена на пять тематических фрагментов, пруды оформлены настилами, амфитеатром и другими малыми архитектурными формами. Для детей построена площадка с домиками на деревьях и верёвочным парком.

### Детский парк «Пресненский»
Расположен рядом с Домом Правительства Российской Федерации. Парк был образован в 1936 году как территория для отдыха детей. Особенностью парка являются скульптуры сказочных и мультипликационных персонажей и большой шахматный городок. В 2017 году зону отдыха благоустроили, обновив дорожно-тропиночную сеть и малые архитектурные формы.

### Парк Декабрьского восстания
Зона отдыха образована в 1920 году в память о восстании в декабре 1905 года. В парке установлены монументы: обелиск «Героям Декабрьского вооружённого восстания 1905 года», памятник В. И. Ленину, а также мемориальный ансамбль в честь рабочих Пресни, принимавших участие в волнениях. В 2021 году парк был благоустроен. Здесь оборудовали спортивные и детские площадки для детей разных возрастов. На двух площадках для детей младше восьми лет есть качели и песочницы, качалки на пружинах. На площадках для детей от 8 до 13 лет есть качели, висячие карусели, батуты и канатные комплексы. На ворк-аут площадках установили специальные комплексы, состоящие из турников, лестниц, рукоходов, перекладин, параллельных брусьев, на третьей площадке тренажёры для силовых занятий.

### Московский зоопарк
Один из старейших зоопарков Европы и один из крупнейших в России. Коллекция животных насчитывает 12345 экземпляров и 1256 видов (по состоянию на март 2020 года). В 2014 году, к 150-летию учреждения, в зоопарке прошла масштабная реконструкция. В 2019 году реконструкция также завершилась на территории Детского зоопарка, в результате чего работа учреждения была приведена в соответствие с международными стандартами содержания животных.

### Другие зоны отдыха
На территории района находится один из первых увеселительных садов города — «Аквариум», а также Тверской бульвар — самый старый и самый протяжённый на Бульварном кольце. Кроме того, в Пресненском районе расположен парковый комплекс у Патриарших прудов (объект культурного наследия).
За последние годы в районе созданы новые скверы и зоны отдыха. В 2018 году между Зоологической и Большой Грузинской улицей был организован Зоологический бульвар, который по итогам городских программ благоустройства был отмечен в номинации «Лучшая реализация проекта обустройства пешеходной зоны».
В том же году на месте пустыря между домами 7 и 3 стр. 1 в Большом Предтеченском переулке был разбит сквер в память о предпринимателях Прохоровых, руководивших «Трёхгорной мануфактурой». Инициатива о создании зоны отдыха исходила от местных жителей.

## Транспорт

### Метрополитен
- Станция «Краснопресненская»
- Станция «Баррикадная»
- Станция «Улица 1905 года»
- Станция «Деловой центр»
- Станция «Деловой центр»
- Станция «Москва-Сити»
- Станция «Шелепиха»

### Железная дорога
- платф. МЦК «Москва-Сити»
- платф. МЦК «Шелепиха»
- платф. Беговая (на границе района)
- платф. Тестовская (Москва-Сити)
- платф. Москва-Сити

Платформы Беговая и Тестовская относятся к Московско-Смоленскому (Белорусскому) направлению. Имеют прямое беспересадочное сообщение на Савёловское направление, входят в МЦД-1.

### Автобусныемаршруты
- м3: Серебряный бор — Проспект Будённого
- м3а: Серебряный бор —  Краснопресненская
- м31:  Краснопресненская — Москва-Сити
- м32:  Савёловская — Москва-Сити
- м34:  Филёвский парк —  Белорусский вокзал
- м35: Крылатское —  Краснопресненская
- с321: Центр международной торговли —  Улица 1905 года
- с344: 1-й Силикатный проезд —  Охотный Ряд
- с364:  Краснопресненская — Песчаная площадь
- с369: Парк «Фили» —  Маяковская
- 69: Парк «Фили» —  Краснопресненская
- 116: Парк «Фили» —  Белорусский вокзал
- 152: Филёвская пойма —  Краснопресненская
- 366: Улица Герасима Курина —  Белорусский вокзал
- 379: Стадион «Лужники» —  Савёловская
- 418: Стрельбищенский переулок —  Рижский вокзал